# 9K11 Maljutka
Die 9K11 Maljutka (russisch 9К11 Малютка Winzling, NATO-Codename AT-3 Sagger) ist eine MCLOS-Panzerabwehrlenkwaffe aus sowjetischer Produktion. Der GRAU-Index der Lenkwaffe lautet 9M14. Sagger ist ein Akronym aus small anti-tank wire-guided guided rocket (dt. kleine drahtgesteuerte Panzerabwehr-Lenkrakete).

## Entwicklung
Die Entwicklung begann im Juli 1961, nachdem zwei Entwicklungsteams (Tula und Kolomna) mit dem Projekt betraut worden waren. Das Pflichtenheft nannte folgende Anforderungen:
- Von einer Person tragbar und auf Fahrzeugen montierbar.
- Reichweite 3000 Meter.
- Panzerbrechend gegen 200 mm Stahl bei 60° Einschlagwinkel.
- Gewicht maximal 10 kg.

Vorbild waren europäische Lenkwaffen der 1950er-Jahre der Firmen ENTAC aus Frankreich und COBRA aus Deutschland und der Schweiz. Ausgewählt wurde schließlich der Entwurf des Kolomna-Teams, das bereits die 3M6 Schmel entwickelt hatte – einen konzeptionell ähnlichen, aber einfacher aufgebauten Vorgänger. Erste Tests waren im Dezember 1962 abgeschlossen und die Rakete wurde im September 1963 für den Einsatz im Truppendienst freigegeben. Bis etwa 1970 wurden in der Sowjetunion jährlich rund 25.000 Stück produziert, in weiteren fünf Ländern wurden Lizenzversionen hergestellt. Damit war die 9M14 die am meisten produzierte Lenkwaffe aller Zeiten. Als Infanterierakete kann sie von einer Person getragen und eingesetzt werden.

## Einsatz
Die tragbare Version dieser Rakete wurde ab 1963 von den Panzerabwehrzügen der Motorisierten Schützenbataillone (MSB) der Sowjetarmee eingesetzt, wobei jede Abteilung zwei „Maljutka“-Gruppen mit je zwei Einheiten hatte, von denen jede wiederum zwei Startlafetten bediente. Jede Einheit hatte weiterhin einen RPG-7-Schützen, um den Entfernungsbereich bis 500 m abzudecken, der mit der 9M14 nicht bekämpft werden konnte. Die Nationale Volksarmee (NVA) der Deutschen Demokratischen Republik (DDR) übernahm ab Anfang der 1970er Jahre die 9M14 Maljutka.

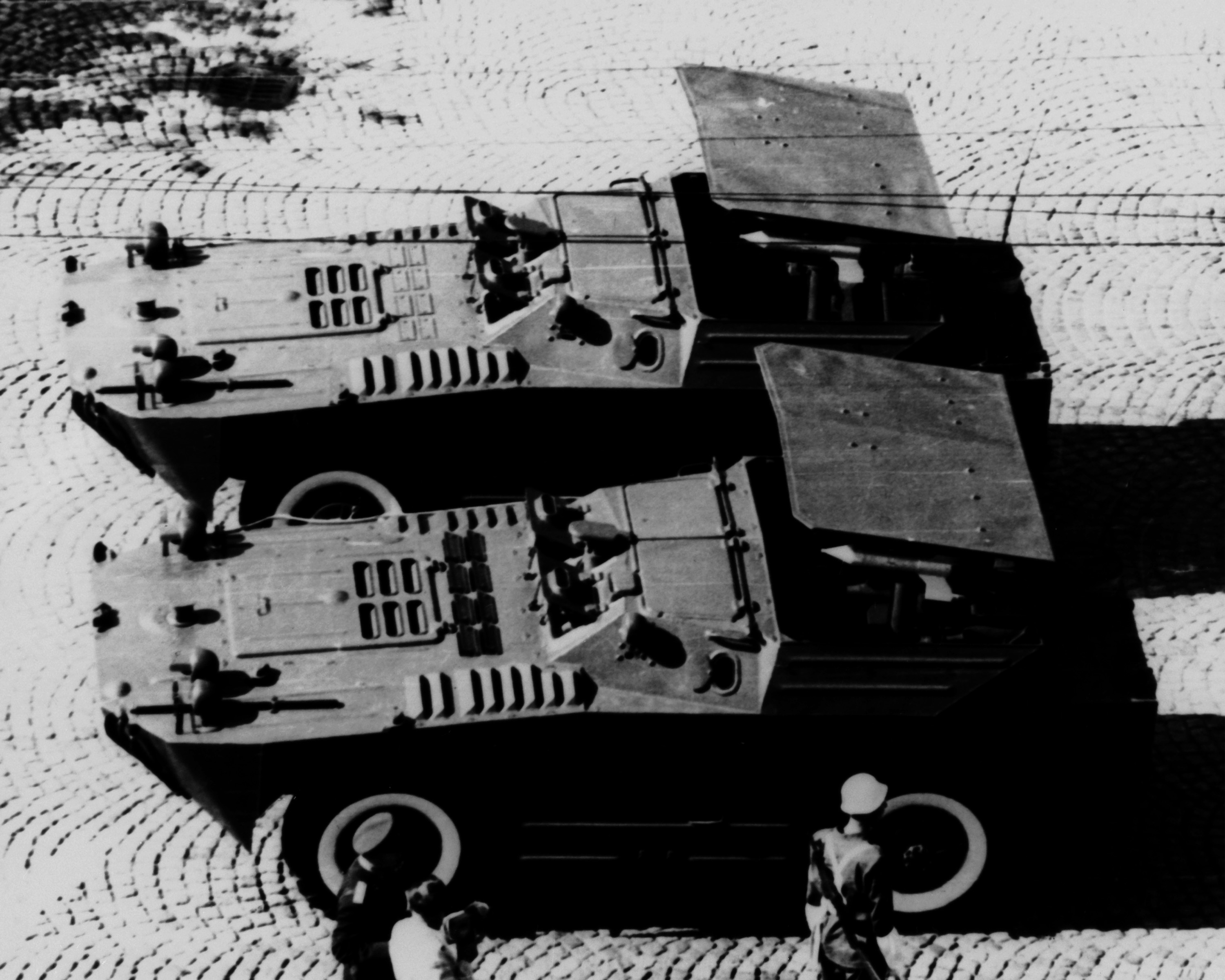
Zwei BRDM-1 mit 9M14 Maljutka (AT-3 Sagger)

Die Fahrzeugversion fand auf gepanzerten Fahrzeugen der Typen BMP-1, BMD-1, BRDM-1, BRDM-2, BTR-50PK und BTR-60PB Verwendung.
Bei der Militärparade am 1. Mai 1965 auf dem Roten Platz in Moskau wurde erstmals der Öffentlichkeit die 9M14 Maljutka auf einem BRDM-1-Fahrzeug (Startkomplex 9P110) gezeigt.
Die 9M14 wurde im Vietnamkrieg Anfang 1972 mit einigem Erfolg von der Vietnamesischen Volksarmee gegen Panzereinheiten der südvietnamesischen Armee eingesetzt.
Wirkungsvoll war vor allem ihr Einsatz im Jom-Kippur-Krieg von 1973, bei dem Syrien und Ägypten einen Überraschungsangriff gegen Israel führten. Jede Division setzte dabei rund 2000 Raketen ein; sowjetische Quellen nannten eine Zahl von 800 israelischen Panzern, die durch 9M14 außer Gefecht gesetzt wurden. Nach westlichen Quellen wurden täglich rund 460 Stück von jeder ägyptische Division zwischen dem 6. und dem 22. Oktober 1973 abgefeuert, wobei nur jede zehnte Rakete einen israelischen Panzer vernichtete.
Die 9M14 wurde ab 1973 von der 9M111 „Fagot“ abgelöst, die eine effektive Kampfentfernung von 70 bis 2000 m sowie eine Fluggeschwindigkeit von 186 m/s erreichte.

## Technik

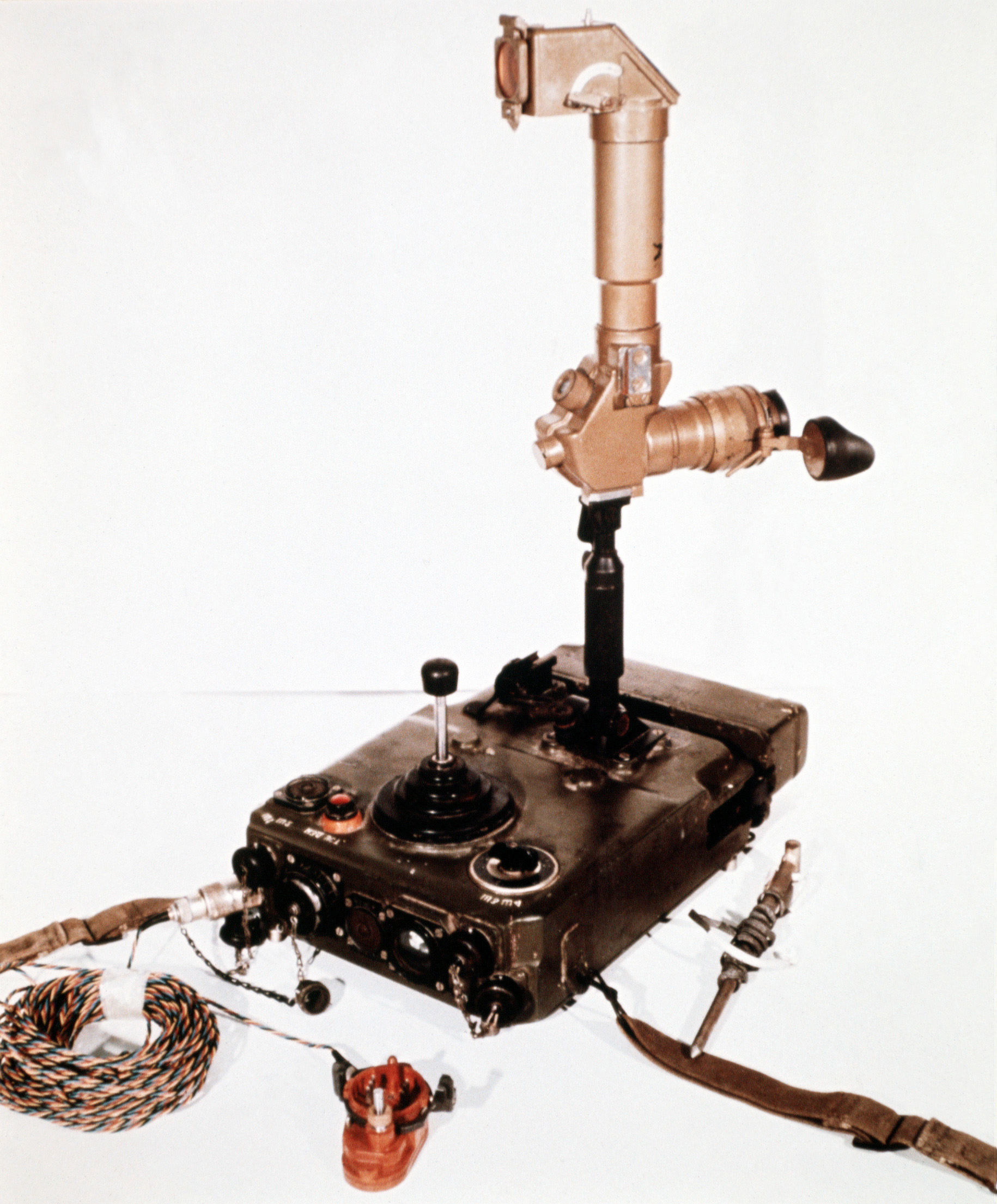
9S415-Steuereinheit der 9M14 mit aufgesetztem 9Sh16-Periskop

Die Rakete wurde aus einem tragbaren Transportkoffer mit Startgestell (9P111), von Fahrzeugen wie dem BMP-1 oder BRDM-2 und von Hubschraubern (Mil Mi-2, Mil Mi-8, Mil Mi-24) gestartet. Die Startbereitschaft konnte innerhalb von etwa fünf Minuten nach der Entnahme aus dem Transportkoffer hergestellt werden.
Die Steuerung erfolgte durch einen kleinen Steuerhebel („Joystick“), der Teil der Steuereinheit 9S415 war. Die Signale wurden durch eine dünne dreiadrige Steuerleitung zur Rakete übertragen, die diese hinter sich herzog. Direkt nach dem Start stieg sie steil auf, um mögliche Hindernisse zu überfliegen. Um den Flug zu stabilisieren, wurde sie durch die Leitwerksflügel und den Antrieb in der Längsachse in eine Rotation von 8,5 U/s versetzt. Ein kleines Gyroskop trug zur Stabilisierung der Flugbahn bei. Im Ergebnis verzögerte sich die Bahnstabilisierung um einige Sekunden, woraus sich die minimale Zieldistanz von 500 bis 800 m ergab.
Ziele bis zur Entfernung von 1000 m wurden direkt angesteuert; für weiter entfernte Ziele kam der 9Sh16-Periskopsucher zum Einsatz, der eine 8-fache Vergrößerung bei einem Sichtfeld von 22,5° bot. In diesem Sektor liegende und von der Startrichtung abweichende Ziele konnten noch angesteuert werden, dabei verringerte sich die Treffergenauigkeit gegenüber Zielen in der Startachse jedoch um etwa 50 Prozent.
Erste Schätzungen nannten eine Trefferwahrscheinlichkeit von 60 bis 90 Prozent, in der Praxis ergaben sich aber nur 2 bis 25 Prozent – je nach Situation und Fähigkeit des Schützen.
Es zeigte sich, dass die Joystick-Steuerung viel Übung und Geschicklichkeit vom Schützen verlangte; so wurde eine Zahl von 2300 simulierten Flügen genannt, die der Schütze bis zur Beherrschung der Steuerung benötigte. Bei späteren Versionen wurde daher das SACLOS-Steuerverfahren eingesetzt, bei dem in einem Videosucher nur noch ein Steuerkreuz über dem Ziel gehalten werden musste.
Ein weiteres Problem ergab sich aus der Zeit von 30 Sekunden, die bis zum Erreichen der maximalen Reichweite von drei Kilometern verstrich und in der ein angegriffener Panzer Deckung nehmen, sich einnebeln oder auch zurückschießen konnte. Bei späteren Versionen wurde daher die Fluggeschwindigkeit erhöht.

## Varianten

### Sowjetische Varianten

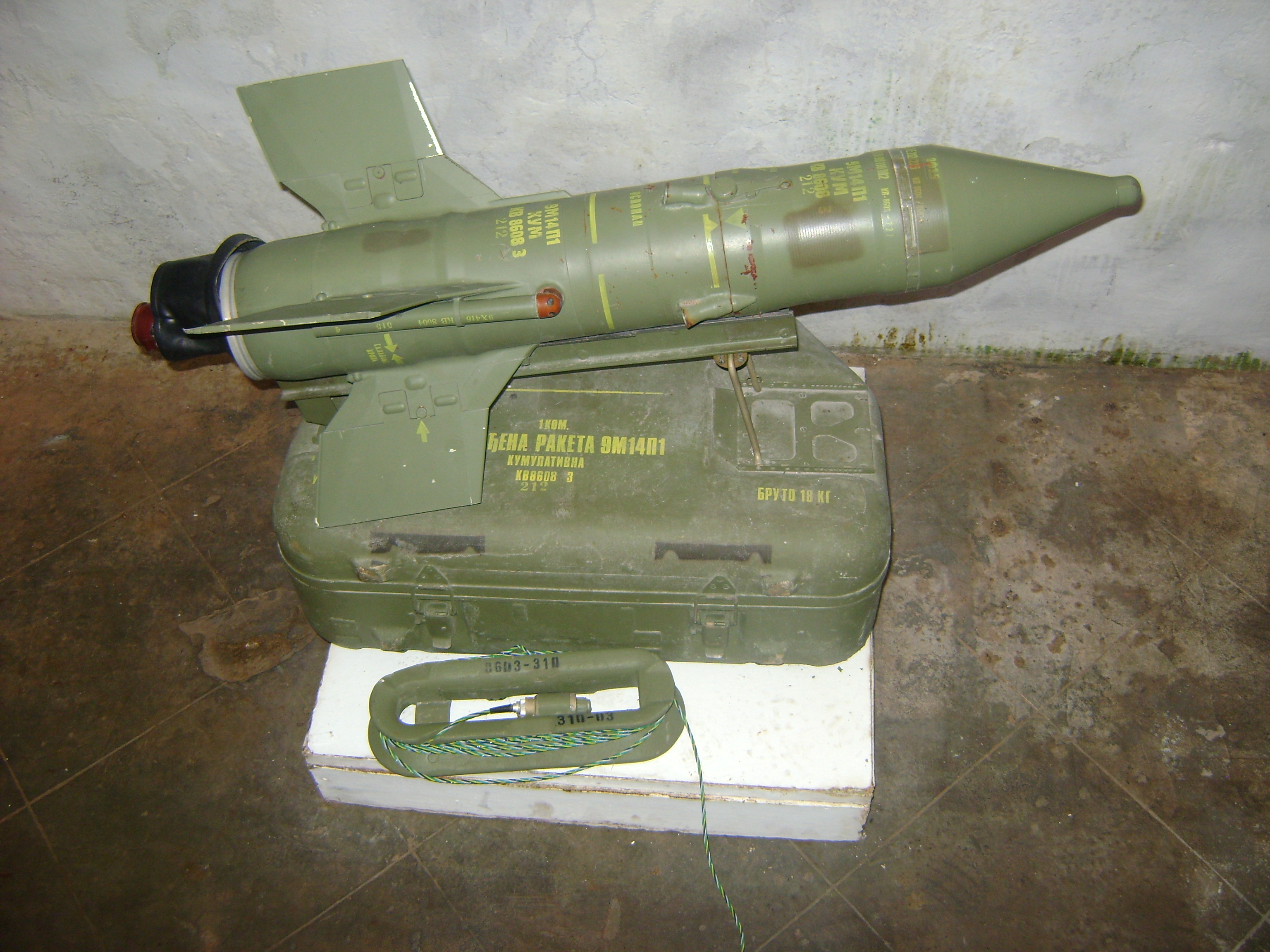
9M14P1

- 9M14 Maljutka – Gefechtskopf mit 400 mm RHA Durchschlagskraft (AT-3 – Sagger)
  - 9M14 Maljutka MCLOS – 1963 (AT-3A – Sagger A)
  - 9M14M Maljutka-M MCLOS – 1973, erhöhte Geschwindigkeit, Gewicht 11 kg (AT-3B – Sagger B)
  - 9M14P Maljutka-P – SACLOS-Steuerung (AT-3C – Sagger C)
    - 9M14P – 1969, verstärkter Gefechtskopf mit 460 mm Durchschlagskraft
    - 9M14P1 – verstärkter Gefechtskopf 520 mm Durchschlagskraft, Verbesserungen gegen Reaktivpanzerung

### Derivate

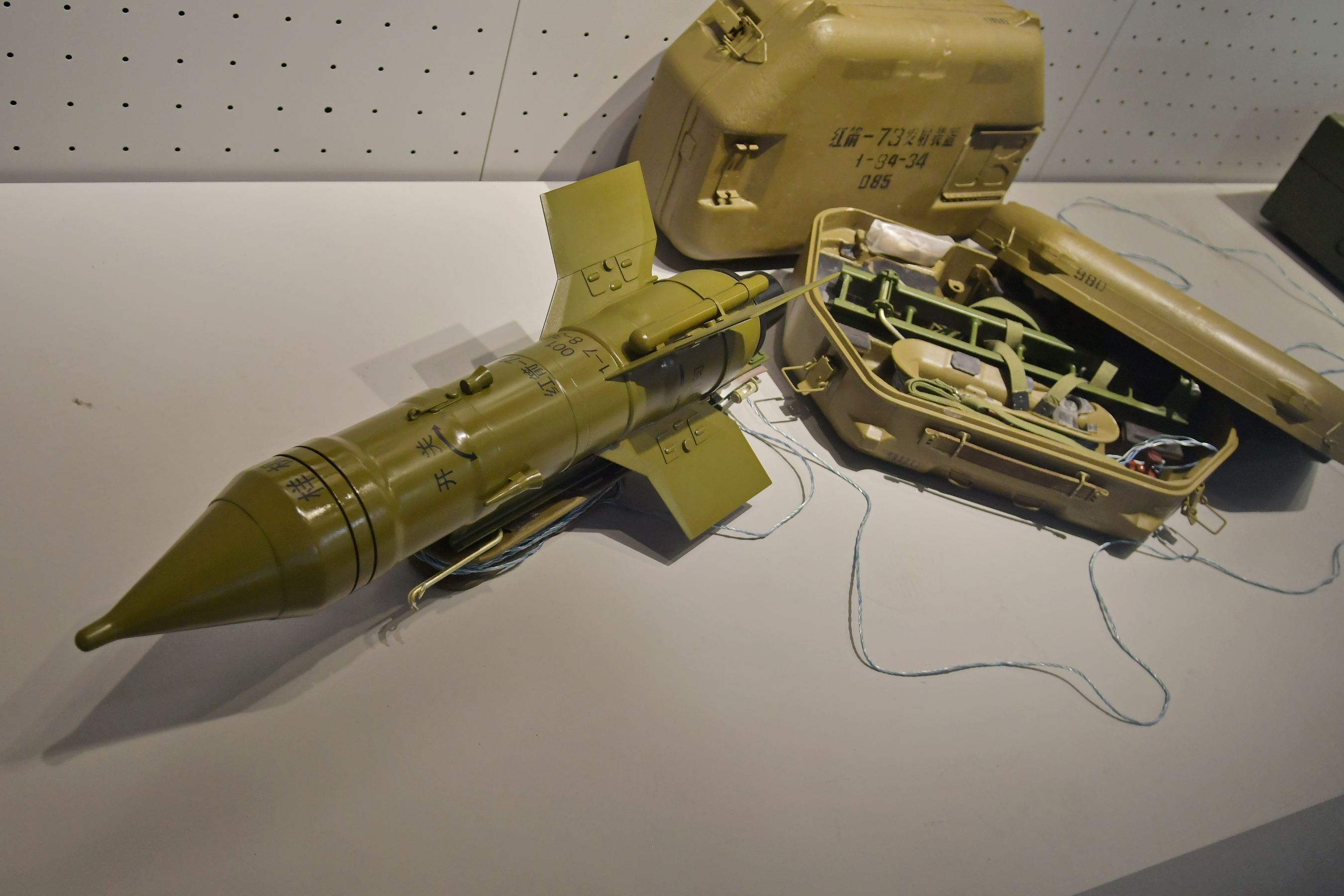
HJ-73

- 9M14-2M – serbische Maljutka-2M der Herstellerfirma Krusik in MCLOS und SACLOS mit verstärktem Gefechtskopf 800 mm Durchschlagskraft
  - 9M14-2T – Tandemhohlladungsgefechtskopf 800 mm + Reaktivpanzerung
  - 9M14-2F – thermobarischer Gefechtskopf gegen gehärtete Punktziele
- HJ-73 – chinesische Hongjian, Roter Pfeil 73
  - HJ-73 – MCLOS, 1979
  - HJ-73B – SACLOS
  - HJ-73C – SACLOS, optimiert gegen Reaktivpanzerung
- RAAD – Iran
- Susong-Po – Nordkorea
- POLK – Slowenien, entspricht AT-3C
- Kuen Wu 1 – Taiwan

## Anwender
Anwender der 9M14 sind die Armeen der Staaten Afghanistan, Algerien, Angola, Bosnien und Herzegowina, Bulgarien, VR China, Kroatien, Kuba, Ägypten, Äthiopien, Libanon, Iran, Irak, Indien, Nordkorea, Libyen, Mosambik, Polen, Rumänien, Sambia, Slowenien, Syrien, Taiwan, Uganda, Ungarn und Vietnam.